# 馬塞杜-迪卡瓦萊魯什
馬塞杜-迪卡瓦萊魯什（Macedo de Cavaleiros）是葡萄牙的一座城市。位於葡萄牙東北部布拉干薩區。在古代，凱爾特人和羅馬人都曾統治過這裡。全市管轄有38個堂區。